# The Nervous Return
The Nervous Return foi uma banda estadunidense de new wave da cidade de Los Angeles, Califórnia.

## Discografia

### Álbuns
| Ano  | Título                                | Gravadora       |
| ---- | ------------------------------------- | --------------- |
| 2001 | Twig                                  | Psychic Noise   |
| 2002 | Headshots                             | Mootron         |
| 2003 | Headshots (Europa)                    | Nois-o-lution   |
| 2004 | Wake Up Dead                          | LaSalle Records |
| 2005 | the sex, the drugs…the Nervous return | LaSalle Records |
| 2005 | BAD GIRL b/w SNOW IN BERLIN           | LaSalle Records |
| 2005 | 144 HOURS                             | —               |

### Álbum extra
| Ano  | Título         | Gravadora |
| ---- | -------------- | --------- |
| 2003 | 3 song sampler | Mootron   |